# RGG 118
SDSS J1523+1145 oder RGG 118 ist eine Zwerggalaxie die etwa 340 Millionen Lichtjahre von der Milchstraße entfernt ist. Der Name RGG 118 setzt sich aus den Anfangsbuchstaben der drei Wissenschaftler, Reines, Greene und Geha, welche die Galaxie zum ersten Mal im Jahr 2013 beschrieben haben und der Nummer des Objektes in ihrem Artikel zusammen.
Die Galaxie hat eine Masse von 2.5 × 109 Sonnenmassen und eine Rotverschiebung von z = 0,0234. Des Weiteren beherbergt die Galaxie ein Supermassereiches Schwarzes Loch mit einer Masse von 50'000 Sonnenmassen. Es ist mit dieser Masse das bisher kleinste Supermassereiche Schwarze Loch.